# Cyclamen Ridge
Cyclamen Ridge är en ås i Kanada.   Den ligger i provinsen Alberta, i den södra delen av landet, 2 900 km väster om huvudstaden Ottawa.
I omgivningarna runt Cyclamen Ridge växer i huvudsak barrskog. Trakten runt Cyclamen Ridge är nära nog obefolkad, med mindre än två invånare per kvadratkilometer.